# Pristimantis tantanti
Pristimantis tantanti är en groddjursart som först beskrevs av Lehr, Torres-Gastello och Suárez-Segovia 2007.  Pristimantis tantanti ingår i släktet Pristimantis och familjen Strabomantidae. IUCN kategoriserar arten globalt som otillräckligt studerad. Inga underarter finns listade i Catalogue of Life.